# Game Show Network
Game Show Network (também conhecido como GSN) é um canal norte-americano de propriedade da Sony Pictures Television. A programação do canal é principalmente dedicada a game shows, incluindo reprises de game shows adquiridos, novos, originais e remakes. A rede também já transmitiu reality shows e partidas de pôquer.
Em outubro de 2019, a Game Show Network estava disponível para quase 75 milhões de lares na América do Norte, principalmente por meio de serviços tradicionais de cabo e satélite. A rede e sua programação original também estão disponíveis em serviços de streaming e televisão pela Internet, incluindo Philo, fuboTV, Sling TV, Plex e Pluto TV.

## História

### Game Show Network (1994-2004)
Em 7 de maio de 1992, Sony Pictures Entertainment e United Video Satellite Group lançaram o Game Show Channel, que deveria ir ao ar em 1993. O anúncio do canal foi feito pelo presidente da Sony, Mel Harris.
Em 2 de dezembro de 1992, a Sony Pictures Entertainment fez um acordo para adquirir a biblioteca de programas de jogos Barry & Enright e, em um acordo separado, fechou um acordo de licenciamento de 10 anos para os direitos da biblioteca de programas de jogos Mark Goodson de mais de 20.000 episódios incluindo, What's My Line?, Family Feud e To Tell the Truth. Após o acordo, a Sony disse que venderia uma participação acionária da rede para Mark Goodson Productions, incluindo a produção de uma nova série original da Jonathan Goodson Productions. Ambos os negócios foram concluídos em 7 de dezembro de 1992, onze dias antes da morte de Mark Goodson. Em 6 de junho de 1994, Mark Goodson Productions saiu do empreendimento.
A Game Show Network foi lançada às 19h de 1º de dezembro de 1994. O primeiro game show transmitido foi What's My Line?. Na data de lançamento, a rede havia garantido os direitos de mais de 40.000 episódios das bibliotecas de várias empresas de produção de game show e da Sony como Match Game, Family Feud, Newlywed Game, Jeopardy! e a Wheel of Fortune. Mais tarde, foram adicionadas produções próprias, como Lingo, Whammy!, Inquizition, Extreme Gong, Love Buffet de Burt Luddin e Throut and Neck.
Em 2001, uma grande mudança na liderança e na programação da rede ocorreu quando a Liberty Media adquiriu uma participação de 50%. O presidente Michael Fleming e o vice-presidente Jake Tauber deixaram o canal, e o ex-presidente da Freeform, Rich Cronin, foi contratado para chefiar a rede.

### GSN (2004-2018)
Em 15 de março de 2004, a Game Show Network começou a usar a abreviatura "GSN" e apresentou o slogan "The Network for Games". Uma aquisição importante para a rede foi o game show da ABC Who Wants to Be a Millionaire. O show provou ser um sucesso de audiência para GSN e ancorou sua programação no horário nobre por vários anos. A GSN começou a expandir sua programação para incluir reality show e vários programas baseados em competição. A rede introduziu produções como World Series of Blackjack, Extreme Dodgeball e High Stakes Poker. A GSN também exibiu reprises de The Mole e Spy TV. A rede continuou a produzir jogos originais tradicionais, como novas temporadas de Lingo e um remake de Chain Reaction.
David Goldhill sucedeu Rich Cronin como presidente da GSN em 1º de agosto de 2007. Um feed de transmissão simultânea de alta definição da rede foi lançado em 15 de setembro de 2010.
Durante este período, a GSN fez uma importante aquisição da versão de Steve Harvey de Family Feud e rapidamente expandiu seu uso na rede. O programa se tornou uma parte importante da programação da rede e continua a ancorar sua programação no horário nobre. Outra aquisição foi o programa da Fox, Are You Smarter than a 5th Grader. A GSN também estreou game shows originais como Catch 21, Baggage e uma nova versão do game show britânico The Chase. A rede produziu blocos de programas interativos durante, incluindo GSN Live e Playmania.
Em março de 2011, a DirecTV (que havia adquirido a participação de 65% da Liberty Media na rede) vendeu uma participação de 5% para a Sony Pictures Entertainment. Embora a DirecTV continuasse nominalmente como o proprietário majoritário, ela cedeu o controle da rede para a Sony e tinha o direito de forçar a Sony a aumentar sua participação na GSN para 58%. Em 8 de novembro de 2012, a DirecTV vendeu uma participação de 18% na GSN para a Sony. A GSN fez parceria com a Vubiquity para lançar "GSN On Demand" em 15 de agosto de 2013. As opções on demand atuais incluem os originais GSN como Baggage e The Chase, bem como episódios de Family Feud.

### Game Show Network (2018-presente)

Logotipo do canal GSN de 3 de junho de 2015 a 30 de setembro de 2018.

A partir de novembro de 2017, a rede voltou a referir nas promoções pelo nome completo. Isso foi uma indicação de que a rede estava abandonando a programação não tradicional, como Skin Wars e Window Warriors, em favor de programas de jogos tradicionais como Winsanity, Emogenius e Divided.
Em abril de 2017, David Goldhill deixou o cargo após quase 10 anos como presidente da GSN, o mais longo mandato de qualquer presidente até o momento. Ele foi sucedido por Mark Feldman em agosto de 2017. Em 1º de outubro de 2018, a rede voltou oficialmente a usar seu nome completo e apresentou um novo logotipo para coincidir com o retorno à sua marca original. A programação original da rede continuou a retornar aos formatos de game show tradicionais, como America Says, Common Knowledge e uma nova versão do Catch 21. Em abril de 2020, a Game Show Network estreou Master Minds, uma versão reformulada do anterior Best Ever Trivia Show.
Uma lista de classificações Nielsen de 2020 publicada pela Variety indicou que a Game Show Network teve uma média de 432.000 espectadores no horário nobre, um aumento de 6% em relação à média de 2019.

## Game Show Central
Game Show Central é um canal spin off que exibe reprises de programas clássicos do GSN. O canal estreou regionalmente no Pluto TV em março de 2020 e mais tarde, globalmente no serviço Plex.

## Jogos on-line
Em 2007, a Liberty Media adquiriu a FUN Technologies, com sede em Toronto, operadora do popular site de jogos casuais de torneios online WorldWinner. Após a aquisição, a Liberty começou a estender a marca GSN para jogos online, renomeando WorldWinner como um serviço GSN. A GSN também lançou um aplicativo de jogo social no Facebook, conhecido como GSN Casino, apresentando jogos de habilidade e de cassino junto com torneios competitivos. Em outubro de 2010, o GSN Casino tinha mais de 8 milhões de usuários ativos. A GSN também desenvolveu um aplicativo Wheel of Fortune para o Facebook, lançado em 2010.
A GSN também desenvolveu o aplicativo GSN Casino, apresentando vários jogos de caça-níqueis e bingo em 2013. GSN Casino foi o décimo aplicativo de maior bilheteria para iPad na App Store. Em janeiro de 2014, a GSN adquiriu a Bitrhymes Inc., desenvolvedora dos jogos Bingo Bash e Slots Bash, por um valor não revelado. A GSN processou a Bitrhymes em novembro de 2013 após sua oferta anterior para adquirir a empresa, argumentando que ela tentou desistir de sua oferta e aceitar outra durante o período de negociação exclusiva da GSN.
Em novembro de 2014, a rede anunciou que um programa baseado no Bingo Bash estava em desenvolvimento para a programação original de 2015 da Game Show Network.